# Marcel Dupré

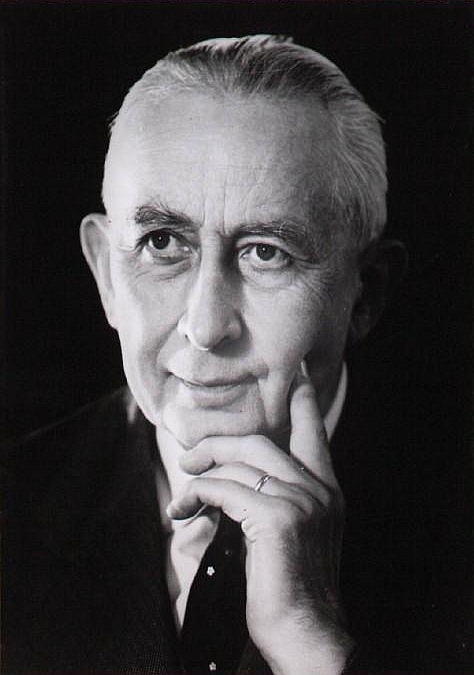
Marcel Dupré

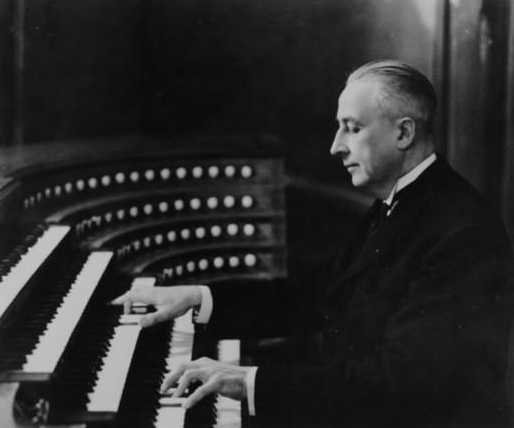
Op het orgel van de Église Saint-Sulpice in Parijs

Marcel Dupré (Rouen, 3 mei 1886 - Meudon, 30 mei 1971) was een Frans componist en organist die veel voor orgel geschreven heeft.

## Leven en werk

### Opleiding
Hij studeerde op zeer jonge leeftijd orgel bij zijn vader Albert Dupré (1860-1940), die organist was van de Saint-Ouen kathedraal in Rouen. Binnen vijf jaar was zijn spel zodanig gevorderd dat hij als twaalfjarige zijn eerste aanstelling kreeg als organist van de parochiekerk Saint-Vivien in Rouen. Van 1902 tot 1914 studeerde hij aan het Conservatoire de Paris. Zijn docenten waren Alexandre Guilmant en Louis Vierne (orgel), Louis Diémer (piano) en Charles-Marie Widor (compositie). Zijn studies sloot hij af met het behalen van de eerste prijs, met als kroon op het werk de prestigieuze Prix de Rome voor zijn cantate Psyché uit 1914.

### Loopbaan
In 1906, al tijdens zijn studie, werd Dupré assistent van Widor in de grote Parijse parochiekerk Saint-Sulpice waar hij hem in 1934 opvolgde als organist. Vanaf de jaren twintig kreeg hij bekendheid als concertorganist. Hij gaf recitals met orgelwerken van Bach en maakt concertreizen naar Engeland en Amerika. Zijn grote reputatie als improvisator werd gevestigd toen hij tijdens een van zijn New Yorkse concerten een complete orgelsymfonie (zijn later uitgeschreven Symphonie-Passion) improviseerde. Dupré had de gewoonte alle werken tijdens concerten uit het hoofd te spelen. 
In 1926 werd hij uitgenodigd om aan het Parijse conservatorium orgelles te geven. Deze aanstelling behield hij tot 1954; daarna was hij twee jaar directeur van dit instituut. Als pedagoog bleef Dupré de tradities trouw van Widor, Guilmant en de in Frankrijk ooit invloedrijke Belgische organist en orgelpedagoog Jacques-Nicolas Lemmens. Hij bouwde die uit tot een eigen Méthode d'orgue, verschenen in 1927. Bekende orgelleerlingen van hem waren Olivier Messiaen, Jehan Alain, Jeanne Demessieux, Marie-Claire Alain en Suzanne Haïk-Vantoura.
Naast zijn toegenomen verplichtingen bleef hij actief als concertorganist. In 1939 maakte hij een wereldtournee. In 1953 gaf hij zijn 1900ste concert.

### Composities
Veel van zijn composities zijn voortgekomen uit improvisaties waarin sterke vormbeheersing ('architectuur') leidend blijkt. Als componist van orgelmuziek zette Dupré enerzijds de 19de-eeuwse traditie voort van Guilmant en Widor, die werd gekenmerkt door een sterk orkestrale techniek. Anderzijds oefende hij invloed uit op zijn belangrijkste leerling Messiaen. Naast (veel) werk voor orgel componeerde Dupré pianomuziek, kamermuziek en koorwerken, meestal met orgelbegeleiding. Als tekstbezorger van orgelwerken van onder meer Johann Sebastian Bach richtte hij deze muziek in voor vertolkingen op de eigensoortige Franse romantisch-symfonisch geaarde orgels van Aristide Cavaillé-Coll.
Ook schreef hij orkestmuziek en maakte hij bewerkingen van composities van zichzelf en van anderen voor het symfonieorkest. Dupré's orkestratie van het Premier Choral voor orgel van César Franck geldt als een van de beste voorbeelden hiervan.
Dupré stierf op Pinksteren 1971 in de middag in zijn woning te Meudon, na 's ochtends in de Saint-Sulpice tijdens het ochtendofficie te hebben gespeeld.